# .kr
.kr este un domeniu de internet de nivel superior, pentru Coreea de Sud (ccTLD).